# ポイ捨て

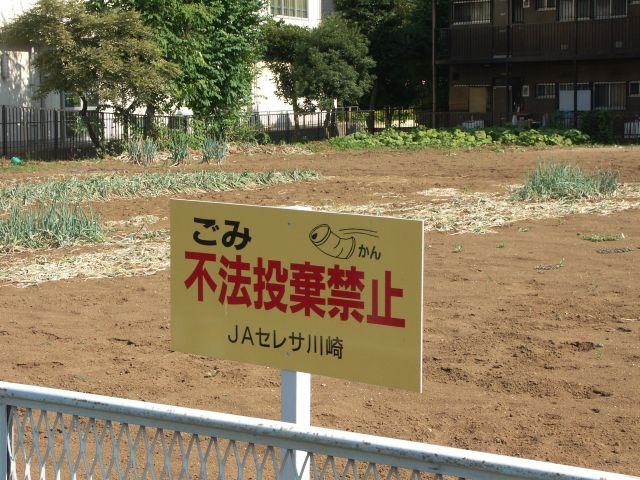
「ポイ捨て」などと呼ばれて犯罪意識が低い場合があるが、不法投棄に該当する犯罪行為にして他人に費用を押し付ける深刻な問題であるため、被害の大きな沿道などでは警告する看板などが各所に掲出されている。

ポイ捨て（ポイすて）とは、ごみの不適切な処理方法のひとつで、対象物が小さい場合の俗称である。不適切な処理で大きなごみを出す場合は、不法投棄とも呼ばれる。日本国内外でもポイ捨ての半数以上を喫煙者によるたばこの吸い殻が占めている。
たばこのポイ捨てを行う者の大多数は喫煙所が付近にあってもすること、対策の中で罰金が最も効果のあることが実証されているため、シンガポールやタイ王国では罰金刑を課している。日本においても各種法令に抵触する違法行為（廃棄物の処理及び清掃に関する法律、軽犯罪法、道路交通法など）であるが、ポイ捨てそのものを取り締まることを主目的とした法律がないため、ポイ捨てを行う者らに厳しい刑事罰・前科を与える立法が求められている。また、ごみなどの路上投棄が多い地域生活では、ポイ捨てを禁止する条例を定めた自治体がある。

## 概要
ポイ捨てされるものとしては、チューインガム、たばこの吸殻、空き缶、ペットボトルやレジ袋などの使い捨て容器類、包装紙や新聞・雑誌・集合住宅の郵便受けにポスティングされるチラシなどの紙類・食べ残した食品などがある。
「ポイ捨て」と軽い言葉で表現される傾向があるが、火災や漂流・漂着ごみ、野生動物の殺傷など他の社会問題の要因ともなっている。集合住宅にポスティングされるチラシの散乱においては、ポスティングそのものを諸悪の根源とするポイ捨てを弁護するような声がある。
対象物がたばこの吸殻のように小さいものでも、海のごみのうち約4分の1がたばこの吸殻で最多であったように海洋汚染の原因ともなる。

## 日本における刑罰・罰則

### 条例違反
たばこ問題に関連し、歩きたばこ禁止条例とともにポイ捨て禁止条例が制定される自治体もあり、ポイ捨て行為に罰則を課している。

#### 条例違反の摘発事例
- 2002年11月1日、東京都千代田区にて歩きたばこ禁止条例により違反者に対して過料を徴収開始。最初の1か月は749人が対象となった。
- 2008年1月21日より適用された神奈川県横浜市の改正「ポイ捨て・喫煙禁止条例」により、1か月間で734人に過料が適用された[5]。

### 道路交通法違反
交通の障害を来たす行為については道路交通法により取り締まりが行われる。

#### 道路交通法違反の摘発事例
- 2006年5月11日、和歌山県白浜町にて、走行中の自動車から投げ捨てられた空き缶が後続車に命中。後続車の運転手が和歌山県警察に通報し、後日、投げ捨てた運転手が道路交通法違反の疑いで書類送検された。

### 軽犯罪法違反
ポイ捨ては軽犯罪法違反により罰せられる。たばこの吸殻などを側溝や路上へ投棄することは、軽犯罪法違反になる。

### 廃棄物の処理及び清掃に関する法律違反
廃棄物の処理及び清掃に関する法律はポイ捨て行為を罰する法律である。

## シンガポールの事例
- ポイ捨て初犯1,000シンガポールドル（約8万円）、再犯2,000シンガポールドル+清掃活動[7][8]。
- 2019年8月、シンガポール警察は、マンションの高層階からワインボトルを落とし、下層階の男性に当て死亡させた男性を過失致死の疑いで逮捕した。最大で禁錮5年や罰金が科されるという[9]。

## 中国の事例

### 高層ビルからのポイ捨て
中国では、高層ビルなどの高所から物を投げ捨てる行為は犯罪と見なされる。公の安全を脅かすと見なされれば、容疑者は懲役3年から10年の判決を受ける。通行人などが深刻な怪我や死亡した場合などは、終身刑か死刑もあり得る。2010年代に急速に発展し、高層ビルが乱立するようになった現状に住民のマナー改善は追いついておらず、しばしば高層階から故意に投げ捨てられたごみが地上の人間や車両に被害を与えて問題となる。2016年から2018年の間に発生した、高所からの落下物に関する刑事事件は31件で半数は死亡事件となった。さらに1200件の賠償請求を求める民事事件が起きている。